# Peripatopsis sedgwicki
Peripatopsis sedgwicki är en klomaskart som beskrevs av William Frederick Purcell 1899. Peripatopsis sedgwicki ingår i släktet Peripatopsis och familjen Peripatopsidae. Inga underarter finns listade i Catalogue of Life.